# InVivo
InVivo Group — французская агропромышленная группа. Состоит из объединения французских сельскохозяйственных кооперативов Union InVivo и дочерних компаний в сферах пищевой промышленности и торговли. Штаб-квартира расположена в XVI округе Парижа.

## История
В 1945 году были созданы два союза сельскохозяйственных кооперативов: UNCAC (Union nationale des coopératives agricoles de céréales) и UNCAA (Union Nationale des Coopératives Agricoles d’Approvisionnement). В следующие годы появились ещё несколько объединений кооперативов фермеров. В 1975 году была открыта общая штаб-квартира для UNCAC и UNCAA в Париже. В 1977 году начала развиваться сеть магазинов товаров для садоводства Gamm vert.
Объединение кооперативов Union InVivo было создано в 2001 году слиянием UNCAC, UNCAA и ряда других организаций. В 2007 году была поглощена компания по производству комбикормов Evialis. В 2014 году была запущена сеть продуктовых магазинов Frais d’ici. В 2015 году было создано подразделение по оптовой торговле вином InVivo Wine. В 2017 году была куплена сеть хозяйственных магазинов Jardiland. В июле 2018 года подразделение по производству комбикормов за 1,8 млрд долларов было продано американской корпорации Archer Daniels Midland. В 2020 году был куплен винодельческий кооператив Vinadeis.
В декабре 2021 году произошло слияние InVivo с семейной агропромышленной группой Soufflet. В 2022 году была создана публичная компания Teract по управлению торговыми сетями; в следующем году она приобрела сеть булочных Boulangerie Louise. В 2023 году подразделение по производству солода Malteries Soufflet было расширено покупкой бельгийского завода La Malterie du Château и австралийской компании United Malt Group; эти покупки сделали группу крупнейшим в мире производителем солода.

## Деятельность

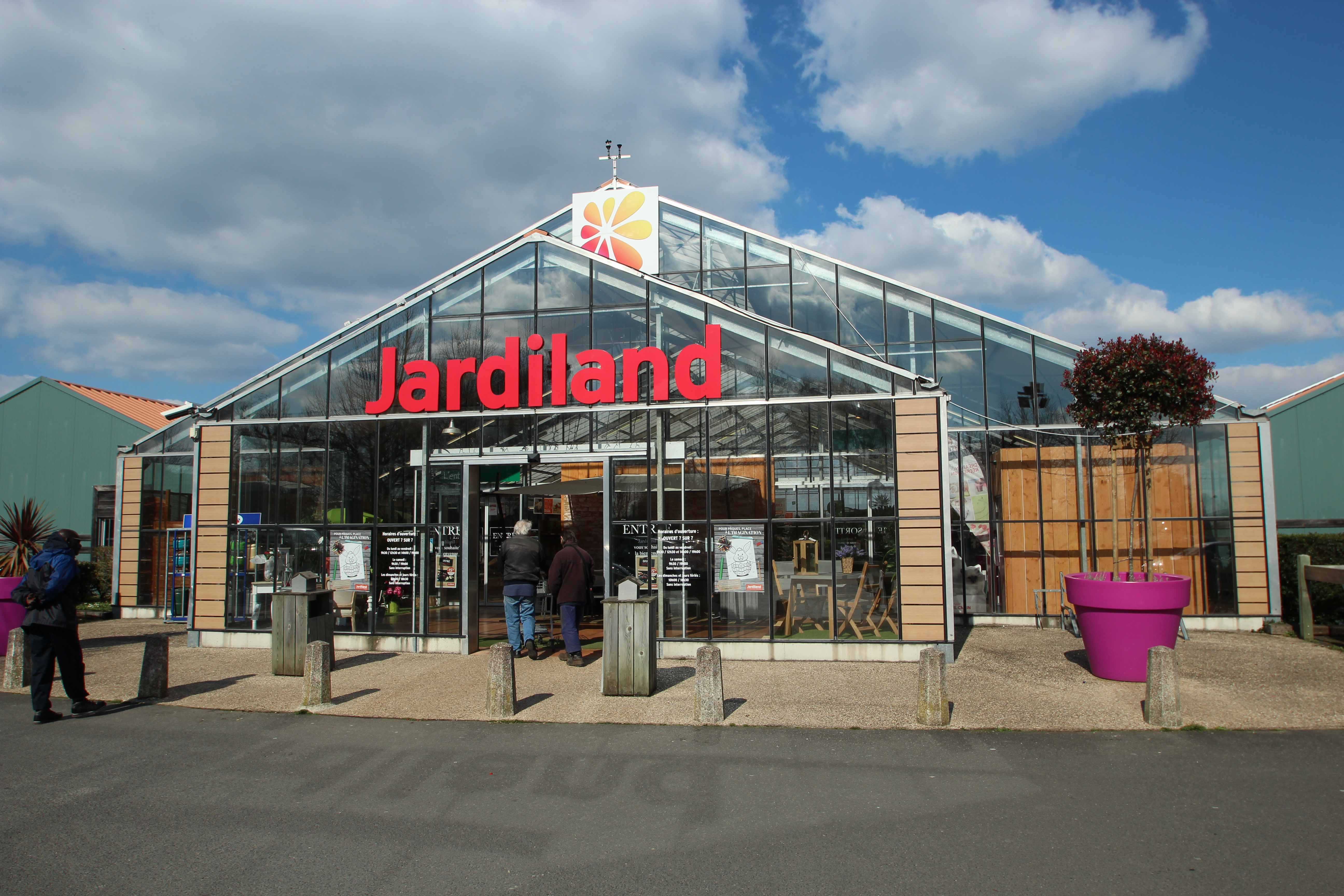
Магазин сети Jardiland

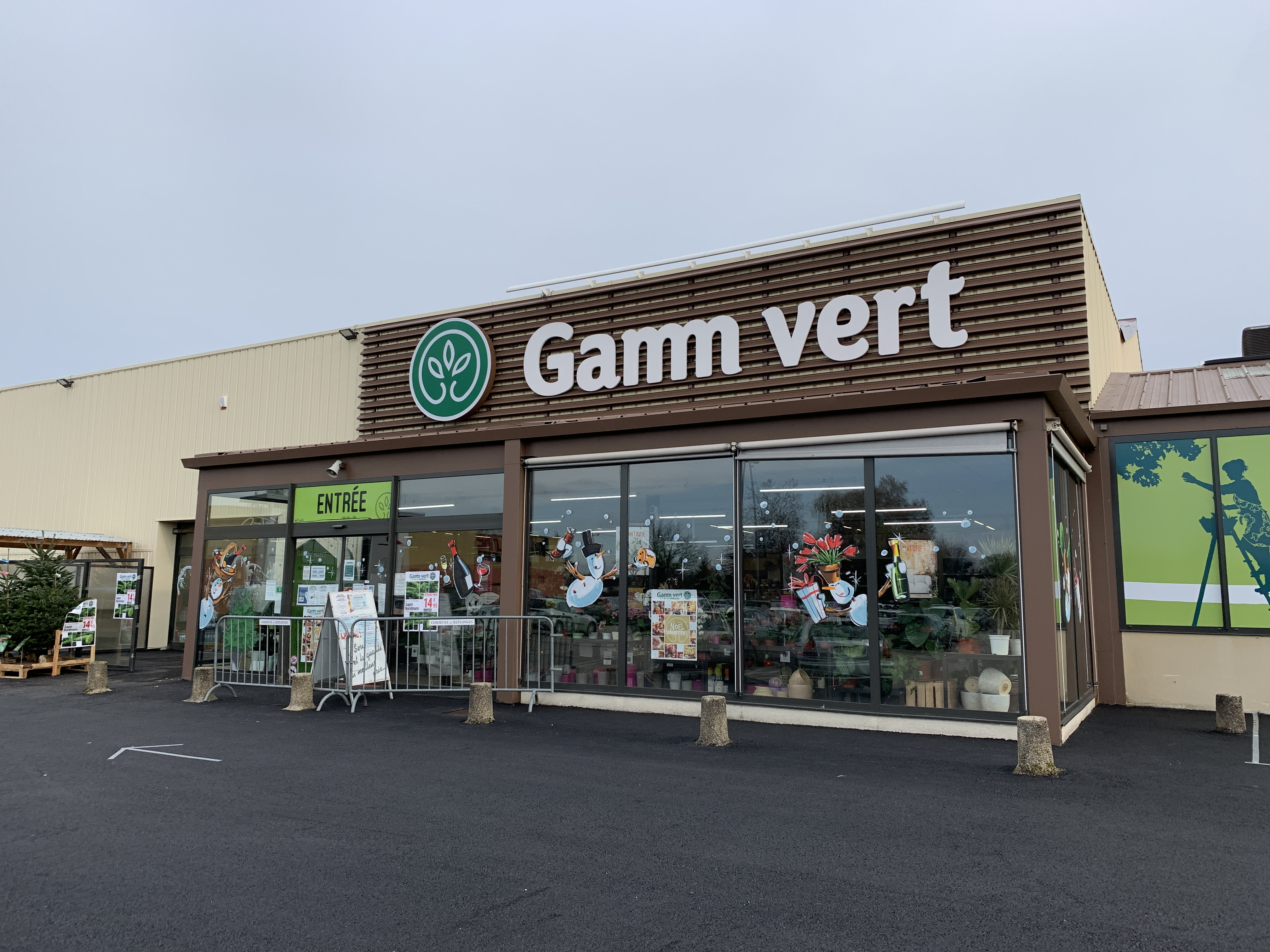
Магазин сети Gamm Vert

Группа InVivo объединяет 167 сельскохозяйственных кооперативов. Работает в 40 странах мира. Годовой оборот составляет около 12 млрд евро.
Подразделения компании по состоянию на 2023/24 финансовый год:
- сельское хозяйство — выручка 3,6 млрд евро, работает с 11 странах, включает следующие дочерние компании:
  - Bioline — снабжение фермеров семенами, удобрениями и пестицидами;
  - Souflet Agriculture — скупка агропродукции;
  - Soufflet Vigne — продажа товаров для виноделия;
- международная торговля — оптовая торговля агропродукцией (пшеница, рожь, кукуруза и масличные культуры) через дочернюю компанию Soufflet Négoce, выручка 3,3 млрд евро, работает в 6 странах;
- пищевая промышленность (Episens) — работает в 11 странах, выручка 1 млрд евро; включает следующие дочерние компании:
  - Moulins Souflet — помол зерна;
  - AIT Ingrédients и Souflet Biotechnologies — производство хлебопекарских смесей, энзимов и ароматизаторов;
  - Neuhauser — выпечка хлебобулочных изделий;
- Malteries Souflet — производство солода на 29 заводах в 20 странах, 11 % мирового рынка солода; выручка 2,2 млрд евро;
- розница — дочерняя компания Teract управляет розничными сетями по торговле товарами для садоводства и домашних животных (Jardiland, Gamm vert, Delbard и Jardineries du Terroir) и продуктовыми магазинами (Boulangerie Louise, Grand Marché La Marnière, Frais d’Ici, Bio&Co); 1682 торговые точки в 4 странах, выручка 1,3 млрд евро;
- Cordier by InVivo — оптовая торговля вином; выручка 227 млн евро;